# Братське (Мелітопольський район)
Бра́тське — село в Україні, у Плодородненській сільській громаді Мелітопольського району Запорізької області. Населення складає 408 осіб (2001).

## Географія
Село Братське розташоване за 105 км від обласного центру та 39 км від районного центру. Поруч розташовані сусідні села: Плодородне та Привільне (за 2 км) та пролягають автошлях міжнародного значення М18E105 та залізнична лінія Запоріжжя I — Федорівка, на якій знаходиться станція Плодородна (за 3 км).

## Населення

### Мова
Розподіл населення за рідною мовою за даними перепису 2001 року:
| Мова            | Кількість | Відсоток |
| --------------- | --------- | -------- |
| російська       | 401       | 98.28%   |
| українська      | 5         | 1.22%    |
| вірменська      | 1         | 0.25%    |
| інші/не вказали | 1         | 0.25%    |
| Усього          | 408       | 100%     |

## Історія
Село засноване 1924 року.
До 25 травня 2017 року село було адміністративним центром Плодородненської сільської ради, яка в ході децентралізації об'єднана з новоутвореною Плодородненською сільською громадою.
19 липня 2020 року, в результаті адміністративно-територіальної реформи та ліквідації Михайлівського району, село увійшло до складу новоутвореного Мелітопольського району.
З початку російського вторгнення в Україну село перебуває під тимчасовою окупацією російських загарбників.